# Neufbosc
 Neufbosc  es una población y comuna francesa, en la región de Alta Normandía, departamento de Sena Marítimo, en el distrito de Dieppe y cantón de Saint-Saëns.

## Demografía
| 230 | 207 | 195 | 214 | 251 | 274 |
| Para los censos de 1962 a 1999 la población legal corresponde a la población sin duplicidades (Fuente: INSEE [Consultar]) |     |     |     |     |     |